# (400183) 2006 WB122
(400183) 2006 WB122 es un asteroide perteneciente al cinturón de asteroides, descubierto el 21 de noviembre de 2006 por el equipo del Mount Lemmon Survey desde el Observatorio del Monte Lemmon, Arizona, Estados Unidos.

## Designación y nombre
Designado provisionalmente como 2006 WB122.

## Características orbitales
2006 WB122 está situado a una distancia media del Sol de 2,623 ua, pudiendo alejarse hasta 3,305 ua y acercarse hasta 1,940 ua. Su excentricidad es 0,260 y la inclinación orbital 7,021 grados. Emplea 1551,88 días en completar una órbita alrededor del Sol.

## Características físicas
La magnitud absoluta de 2006 WB122 es 17,3.